# Diecezja Nancheng
Diecezja Nancheng (łac.: Dioecesis Nancemensis, ang. Diocese of Nancheng) – katolicka diecezja w Chińskiej Republice Ludowej. Siedziba biskupa znajduje się w katedrze w Nancheng. Jest sufraganią archidiecezji Nanchang.

## Historia
- 11 kwietnia 1946 – utworzenie diecezji Nancheng.

## Główne świątynie
- Katedra w Nancheng